# Tupac: Resurrection (colonna sonora)
Tupac: Resurrection (sottotitolo: Music From and Inspired by the Motion Picture) è un album pubblicato nel 2003 che raccoglie i brani tratti dalla colonna sonora del film omonimo, che racconta la vita del rapper Tupac Shakur, scomparso nel 1996.
Il brano simbolo di questo album è sicuramente Runnin' (Dying to Live), nel quale vengono messi a confronto il rapper e Notorious B.I.G.. La canzone si pone come obiettivo quello di far cessare ogni rivalità tra il mondo della west coast e quello dell'east coast, che per anni ha lacerato e diviso il mondo dell'hip-hop.
Dietro questo lavoro c'è Eminem, che è riuscito a far rivivere la magia dei due artisti ai propri fan. Il ritornello è cantato da Edgar Winter, musicista statunitense. L'album è stato pubblicato dalla casa discografica Interscope Records.
| Recensione                    | Giudizio |
| ----------------------------- | -------- |
| AllMusic                      | [ 2 ]    |
| RapReviews                    | [ 3 ]    |
| Rolling Stone                 | [ 4 ]    |
| The Rolling Stone Album Guide | [ 5 ]    |
| Uncut                         | [ 6 ]    |

## Tracce
1. Intro – 0:05
2. Ghost – 4:17 – Eminem
3. One Day at a Time (Em's Version) – 3:44 – Eminem
4. Death Around the Corner – 4:07 – Johnny "J"
5. Secretz of War – 4:13 – Johnny "J"
6. Runnin' (Dying to Live) – 3:51 – Eminem
7. Holler If Ya Hear Me – 4:38 – Stretch
8. Starin' Through My Rear View – 5:11 – Makaveli, Johnny "J"
9. Bury Me a G – 5:00 – Thug Music
10. Same Song – 3:57 – Shock G
11. Panther Power – 4:36 – Chopmaster J and Strictly Dope
12. Str8 Ballin' – 5:04 – Easy Mo Bee
13. Rebel of the Underground – 3:17 – Shock G
14. The Realist Killaz – 2:59 – Red Spyda